# Moskiewski system antybalistyczny
Moskiewski system obrony antybalistycznej – radziecki a następnie rosyjski system obrony balistycznej rozmieszczony wokół Moskwy. Trzonem systemu są rakietowe pociski antybalistyczne wyposażone w głowice termojądrowe. Moskiewski system antybalistyczny przez wiele dziesięcioleci był jedynym na świecie systemem tego typu w czynnej służbie operacyjnej.

## Geneza
Pierwsze teoretyczne prace nad możliwością utworzenia systemu obrony antybalistycznej rozpoczęły się w Związku Radzieckim w latach 1948–1951 w podległym Ministerstwu Obrony instytucie naukowo-badawczym NII-4. Instytut ten rozpoczął wówczas badania nad wieloma aspektami użycia rakietowych pocisków balistycznych. Równolegle, instytut NII-885 rozpoczął prace nad rozwojem systemu naprowadzania pocisków balistycznych. Praktyczny rozwój programu obrony antybalistycznej rozpoczął się wkrótce po tym, gdy w sierpniu 1953 grupa najwyższych urzędników Ministerstwa Obrony przesłała do Komitetu Centralnego Komunistycznej Partii Związku Radzieckiego (KPZR) sugestię rozpoczęcia takich prac. Na początku 1954 biuro projektowe nr 1 – wiodący konstruktor rakietowych systemów obrony powietrznej otrzymał rok na ocenę możliwości budowy systemu obrony antybalistycznej. Jednak już w sierpniu tego roku biuro przedstawiło rezultaty studiów nad możliwościami systemu ABM (ang. Anti-balistic Missile) oparte na najnowszych ówczesnych radzieckich technologiach radarowych oraz osiągnięciach w zakresie rakietowych systemów ziemia-powietrze (SAM – ang. Surface-to-air missile).
System A

Po zakończeniu pierwszej fazy badań szefem projektu ABM został Wasilij Grigorijewicz Kisunko, zaś kierowany przez niego departament 30 biura konstrukcyjnego nr 1 został przekształcony w Specjalne Biuro Konstrukcyjne nr 30 (SKB-30), które miało odtąd zajmować się wyłącznie obroną antybalistyczną. W połowie 1956 zakończono serię eksperymentów zmierzających do określenia odporności głowic balistycznych na efekty działania konwencjonalnych bojowych głowic odłamkowych oraz jądrowych. Wtedy też rozpoczęto prace nad eksperymentalnym system antybalistycznym w celu określenia jego efektywności. Rządowy dekret nakazujący rozpoczęcie prac nad takim systemem wydano 17 sierpnia 1956 roku. Prace konstrukcyjne nad systemem znanym jako "system A" rozpoczęto w lipcu 1956 na polu testowym A (Sary-Szagan).
W 1957 roku zainstalowano na poligonie radar dalekiego zasięgu, a w październiku tego roku przeprowadzono pierwsze testowe odpalenie pocisku V-1000 z konwencjonalną głowica odłamkową, zaprojektowanego przez biuro OKB-2. Pocisk ten używał powierzchni aerodynamicznych w celu kontroli pułapu, naprowadzany był zaś komendowo przez radar naziemny. Pełnoskalowe testy Systemu A rozpoczęto w 1959 roku, a 4 marca 1961 roku osiągnięto pierwsze skuteczne przechwycenie rzeczywistego celu – powracającej do atmosfery głowicy pocisku balistycznego pośredniego zasięgu (IRBM) R-12 wystrzelonego z poligonu w Kapustin Jarze.

## System A-35
System antybalistyczny A opracowany został przede wszystkim dla eksperymentalnego potwierdzenia zasadniczej możliwości przechwytywania celów balistycznych. Zanim jednak prace nad tym programem wkroczyły w fazę finałową, 8 kwietnia 1958 rządowym dekretem nakazano opracowanie wstępnego projektu systemu obrony antybalistycznej Moskwy. W 1959 roku, Ministerstwo Obrony ZSRR określiło wymagania w zakresie sprawności nowego systemu antybalistycznego, który otrzymał oznaczenie A-35. Zgodnie z tą specyfikacją, system A-35 gwarantować miał przechwycenie kilku wielogłowicowych pocisków balistycznych jednocześnie atakujących Moskwę. Głowice balistyczne tych pocisków przechwytywane miały być poza atmosferą, co oznaczało, iż system A-35 musiał działać w oparciu o inne pociski niż zależne od aerodynamiki pociski V-1000.
Prace eksperymentalne nad nowym systemem dla Moskwy oraz jego pilotażową (testową) wersją Aldan autoryzowane zostały w 1960 roku. Szefem projektu ustanowiony został Kisunko, ranga zaś kierowanego przez niego biura została podniesiona, czego odzwierciedleniem była m.in. zmiana oznaczenia SKB-30 na OKB-30.
W systemie pilotażowym Aldan zamierzano używać opracowanego przez Piotra Gruszina z biura OKB-2 nowego pocisku A-350. Opracowanie jądrowej głowicy dla tego pocisku powierzono instytutowi NII-1011 (Czelabińsk-70). Wraz z publikacją dekretu o rozpoczęciu prac nad systemem A-35 zamknięto wszystkie programy antybalistyczne prowadzone poza biurem OKB-30.
Wstępny projekt A-35 został zaakceptowany jesienią 1962. Zgodnie z tym projektem, System A-35 korzystać miał z głównego centrum dowodzenia, ośmiu radarów wczesnego ostrzegania umieszczonych w okręgu wokół Moskwy oraz 32 stanowisk bojowych. Każde stanowisko bojowe zawierać miało dwukanałowy (cel i pocisk przechwytujący) radar wykrywania i śledzenia (NATO: Try Add), radar naprowadzania oraz osiem wyrzutni pocisków A-350 z konwencjonalnymi głowicami odłamkowymi, podobnymi do zastosowanych w pociskach V-1000. Śledzenie celu wymagało jednoczesnych operacji radarów z trzech różnych stacji (np. sześciu radarów). Systemy radarowe i inne wyposażenie systemu A-35 było podobne do używanego w systemie A. W tej konfiguracji systemu oczekiwano, iż w stanie pełnej gotowości bojowej A-35 będzie mógł jednocześnie przechwycić pięć do sześciu celów (jeden cel oznaczający ostatni stopień napędowy pocisku balistycznego wraz z jego głowicami) atakujących Moskwę z różnych kierunków. Do zniszczenia każdego pojedynczego celu przewidziano wykorzystanie dwóch pocisków przechwytujących.

### Budowa systemu A-35
Budowa obiektów systemu wokół Moskwy rozpoczęta została w 1962. Cały system gotowość bojową uzyskać miał 7 listopada 1967. Jednak w trakcie jego rozwoju wniesiono do projektu kilka znaczących modyfikacji. Już w 1963, w celu zwiększenia efektywności użycia radarów, zmniejszono liczbę radarów wymaganych do precyzyjnego śledzenia jednego celu. Zamiast dotychczasowych sześciu radarów śledzących każdy cel w systemie A i pierwszej wersji systemu A-35, zadanie to spełniać miały jedynie dwa radary. W celu kompensacji zredukowanej zmniejszeniem liczby radarów celności pocisków przechwytujących, zastosowano w nich głowice nuklearne o dużej mocy. W tym celu instytut NII-1011 opracował dwa rodzaje głowic. Pierwszy z nich zapewniał w chwili eksplozji dużą emisję neutronową, drugi natomiast – który okazał się skuteczniejszy – zapewniał większą emisję promieniowania rentgenowskiego.
Budowa zrewidowanego systemu A-35 została ukończona w 1964. W tym projekcie zmniejszono liczbę stacji bojowych z 32 do 16. Mimo jednak zmniejszenia ich liczby, nowy system zapewniał jednoczesne przechwycenie sześciu do ośmiu pocisków balistycznych, zamiast pięciu do sześciu – co było celem pierwotnego projektu. Zbudowane wokół Moskwy obiekty systemu zostały w 1965 roku włączone w skład odrębnego korpusu obrony antybalistycznej Wojsk Obrony Powietrznej. Ze względu na napotykane w trakcie budowy systemu trudności techniczne, nie został dotrzymany termin oddania go do służby operacyjnej, określony pierwotnie na listopad 1967 roku. Jeszcze we wrześniu 1967 roku, jedynym funkcjonującym systemem był testowy system Aldan na poligonie Sary-Shagan. Co więcej, testy systemu A dowiodły, że system wokół Moskwy nie jest – bez znacznych zmian – w stanie obronić miasta przed atakiem zmasowanym. Podstawowym problemem w tym zakresie była niezdolność systemu do zwalczania pocisków balistycznych przenoszących niezależnie wcelowywane w różne punkty głowice MIRV oraz środki wspomagające przenikanie przez systemy obrony antybalistycznej – penetration aids. W związku z tymi problemami, po przeprowadzeniu analiz rezultatów testów systemu A, specjalna komisja Ministerstwa Obrony opowiedziała się przeciwko pełnoskalowemu rozmieszczeniu Systemu A-35, a także przeciwko budowie narodowego systemu antybalistycznego Aurora, rozwijanego w tym samym czasie przez OKB-30. Trudności techniczne w trakcie rozwoju moskiewskiego systemu ABM doprowadziły polityczne przywództwo Związku Radzieckiego do zmiany stosunku do idei obrony antybalistycznej. W konsekwencji, proces rozmieszczania systemu A-35 został praktycznie zatrzymany. W szczególności podjęta została decyzja o ograniczeniu liczby radarów wczesnego ostrzegania do zaledwie dwóch jednostek, które zostały już zbudowane w Kubince (NATO: Dog House) oraz Czechowie (NATO: CatHouse). Zmianie stosunku liderów ZSRR do obrony antybalistycznej towarzyszyły znaczące zmiany w rozwoju sowieckiego programu ABM. Jedną z nich byłą zmiana nazwy jednej z subdywizji biura konstrukcyjnego Wympieł na Naukowe Centrum Techniczne (NTT), pod kierunkiem A.G. Basistowa. Nowe centrum zaczęło konkurować z dotychczas prowadzącym program antybalistyczny OKB-30, rozpoczynając prace nad nową strategią obrony Moskwy, przy przyjęciu do wiadomości niemożliwości stworzenia "nieprzenikalnego" systemu ABM. Zgodnie z nową strategią, opracowywano system zdolny do przechwycenia jedynie pojedynczej głowicy bojowej w obronie przed ograniczonym uderzeniem balistycznym. W 1969 utworzono Centralne Zjednoczenie Produkcji Naukowej Wympieł (TsNPO), które powołane zostało do nadzoru nad całością sowieckich programów ABM, BMEW oraz obserwacji kosmicznej. Naczelną pozycję w Wympieł TsNPO uzyskało kierowane przez Basistowa NTT. Zmiany w radzieckim programie uczyniły też możliwym rozpoczęcie w 1969 negocjacji nad ograniczeniem rozwoju systemów antybalistycznych, co doprowadziło do zawarcia przez ZSRR i Stany Zjednoczone traktatu ABM. Podpisany w 1972 traktat ABM ograniczał liczbę rozmieszczonych systemów antybalistycznych każdej ze stron do nie więcej niż dwóch – jeden w do obrony stolicy kraju, drugi natomiast w rejonie lądowej dyslokacji pocisków balistycznych. Podpisany w 1974 dodatkowy protokół do traktatu zredukował liczbę rozmieszczonych systemów do nie więcej niż jednego, wyposażonego w nie więcej niż 100 rakietowych pocisków przechwytujących i ich wyrzutni, oraz nie więcej niż sześciu radarowych kompleksów zarządzania walką.
W 1971, w trakcie prac na traktatem ABM, w budowie znajdowało się osiem z szesnastu stacji bojowych oraz cztery z ośmiu radarów zarządzania walką systemu A-35. Jedynie trzy z tych stacji i jeden radar były jednakże bliskie ukończenia. W tym czasie sprawność systemu A-35 była kwestionowana, w związku z czym – w 1971 roku postanowiono ukończyć wszystkie aktualnie rozpoczęte prace budowlane systemu, anulować natomiast wszystkie prace przewidziane na przyszłość. Zgodnie ze stanowiącym tak dekretem rządowym, system miał zostać adaptowany do celów eksperymentalnych i używany jedynie w ten sposób.

### Wejście do służby
Testy dopuszczające do użytku moskiewski system ABM składający się z centrum zarządzania, jednego radaru wczesnego ostrzegania Dunaj-3 (NATO: Dog House) oraz trzech stacji bojowych, zostały przeprowadzone w 1971. Pierwsza sekcja A-35 została dopuszczona do użytku eksperymentalnego w czerwcu 1972 roku, natomiast obiekty drugiej sekcji natomiast zaczęły pełnić dyżur w 1974 roku. W 1974 roku zaaprobowano do użytku eksperymentalnego cały moskiewski system ABM, składający się z centrum zarządzania niedaleko Kubinki (Akułowa) oraz ośmiu stacji bojowych na obrzeżach wielkiej obwodnicy Moskwy niedaleko Bereja, Sołniecznogorska, Klina i Zagorska (Siergijew Posad). W każdej ze stacji bojowych umieszczono dwa precyzyjne radary śledzenia celów oraz dwa radary zarządzania walką (DOG HOUSE, CATHOUSE), a także 16 wyrzutni pocisków A-350. Ogólnie w całym systemie rozmieszczono 64 pociski przechwytujące. Dodatkowo, system zawierał także dwa systemy radarowe wczesnego ostrzegania – każdy składający się z radaru opartego na Dunaj-3 (NATO: Dog House) (szef konstruktorów W. P. Sosulnikow) oraz nowocześniejszego radaru Dunaj-3U (NATO: Cathouse) (szef konstruktorów A. N. Musatow). Działające na falach decymetrowych (UHF) jednostki posiadały oddzielny transmiter i odbiornik fal – każdy składający się z dwóch anten ze skanowaniem fazowym odwróconych w przeciwnych kierunkach. Kat przeszukiwania każdego z nich wynosił około 65°. System zdolny był do przechwycenia do czterech celów.

## System A-35M
W 1975 Kisunko został zwolniony z funkcji jednego z szefów projektu ABM, zaś szefem konstruktorów systemu A-35 został I. D. Omjelczenko. Rządowy dekret z tego samego roku wprowadzał kolejną znaczącą zmianę Systemu A-35. Zgodnie z tym dekretem, zmieniony system powinien być zdolny do przechwycenia jedynie pojedynczego pocisku balistycznego z kilkoma głowicami wcelowywanymi w ten sam punkt (MRV) i penetration aids, zamiast kilku pocisków. W trakcie przeprowadzonej modernizacji systemu, polegającej głównie na zmianach oprogramowania zarządzającego systemem centrum komputerowego, dokonano także integracji wyposażenia radarów stacji bojowych, ze zintegrowanym systemem przetwarzania danych.
Testy dopuszczające zmieniony system – zwany od tej pory A-35M – do użytku, rozpoczęły się w maju 1977. Po krótkim okresie eksperymentalnym, A-35M został zaadaptowany do użycia przez radziecki Korpus Obrony Przeciwrakietowej i zaczął pełnić dyżur bojowy, choć z niskim stopniem gotowości. Z uwagi na napęd pocisków przechwytujących silnikami na paliwo ciekłe, pociski te w czasie pokoju nie znajdowały się w wyrzutniach, lecz były przechowywane w postaci elementów w specjalnych magazynach. Ich skompletowanie miało nastąpić dopiero w wypadku wzrostu napięcia międzynarodowego. W celu zabezpieczenia prawidłowego funkcjonowania wyposażenia elektronicznego wyrzutni, umieszczono w nich atrapy pocisków.

## System A-135
Następny etap prac nad systemem A-35 i w konsekwencji jego modernizacja, związane były z intensywnym rozwojem nowej generacji moskiewskiego systemu antybalistycznego rozwijanej w Wympieł TsNPO pod kierunkiem A. G. Basistowa. Fundamentalnymi założeniami nowej generacji była zdolność do przeciwdziałania pojedynczemu albo ograniczonemu atakowi na Moskwę oraz obrona dwuwarstwowa. W warstwie pierwszej, cele miały być przechwytywane – jak dotychczas – poza atmosferą, w warstwie drugiej natomiast, przechwytywanie celów następować miało już po powrocie głowic do atmosfery. Taki system obrony, pomyślany był jako remedium na trudności związane z odróżnieniem prawdziwych głowic bojowych, od ich atrap i wabików (penetration aids).
Wymagania wobec nowego systemu zostały uzgodnione z Wojskami Obrony Powietrznej Kraju w grudniu 1969, a wstępny projekt systemu został zaakceptowany w 1971. Po podpisaniu w 1972 traktatu ABM, projekt został zmieniony i rozwinięty w celu dostosowania go do wymagań umowy oraz limitów określonych traktatem, a prace nad nim ukończono w roku 1973. W maju 1974 rządowym dekretem postanowiono o podjęciu budowy eksperymentalnego modelu dwuwarstwowego systemu w ośrodku Sary-Szagan. Ostateczna decyzja o budowie operacyjnego systemu nazwanego A-135 została podjęta w roku 1978. Budowa centralnego radaru systemu została rozpoczęta wkrótce potem, zaś budowę silosów rakietowych dla pocisków przechwytujących systemu A-135 podjęto w 1981. Budowa obiektów systemu oraz jego testy konstruktorskie zostały zakończone 7 listopada 1987, natomiast jego państwowe testy dopuszczające do użytku operacyjnego zostały zakończone w 1989. Krótko przed zakończeniem testów, jesienią 1989 roku, rząd radziecki podjął decyzję o modernizacji systemu, w celu zwiększenia jego zdolności bojowych. Niezbędne prace zostały wykonane w czasie gdy system A-135 wykorzystywany był jedynie do celów eksperymentalnych, co kontynuowano aż do roku 1994, kiedy A-135 został wprowadzony do służby i postawiony w stan gotowości operacyjnej. W międzyczasie, w miarę budowy tego systemu, już od roku 1979 stacje bojowe systemu A-35M były stopniowo rozmontowywane. System A-35 wycofano ze służby w 1990 roku.
Trzon systemu A-135 stanowił wielofunkcyjny radar Don-2N opracowany w Instytut Radiotechniczny Akademii Nauk Związku Radzieckiego oraz centrum dowodzenia umieszczone niedaleko Sofrino, 30 km na północny wschód od Moskwy. Radar ten zapewnia śledzenie celów wykrytych przez radary wczesnego ostrzegania i naprowadzanie pocisków przechwytujących. Stacja radarowa posiada utwardzoną strukturę w kształcie czterościennej piramidy o wysokości około 40 metrów. Każda ściana posiada jedną okrągłą antenę ze skanowaniem fazowym o średnicy 16 metrów oraz jedną antenę w kształcie kwadratu o bokach 10,4 m x 10,4 m. Możliwości techniczne Don-2N zapewniają obserwację całej wyższej hemisfery.
W systemie A-135 używane są zmodernizowane pociski egzosferyczne dalekiego zasięgu A-350 oraz pociski przechwytujące krótkiego zasięgu 53T6 – obydwa wystrzeliwane z silosów rakietowych. Wyrzutnie pocisków A-350 zlokalizowane są w sześciu stacjach bojowych wzdłuż Wielkiej Obwodnicy Moskwy (dawne, przebudowane pozycje stacje bojowe systemu A-35 oraz dwie nowe). Pociski krótkiego zasięgu natomiast, rozmieszczone są na pięciu pozycjach pomiędzy moskiewska obwodnicą, Mniejszą Obwodnicą Moskwy.